# Муканов, Маубас
Маубас Муканов (каз. Маубас Мұқанов; 1898 год — 1968 год) — старший чабан колхоза имени Сталина Коунрадского района Карагандинской области, Казахская ССР. Герой Социалистического Труда (1948).

## Биография
На протяжении нескольких послевоенных зим сохранял поголовье отары без потерь, достигал высоких показателей по сбору каракуля и шерсти.
В 1947 году получил 400 ягнят от 480 овцематок. Средний вес одной овцы составил 42,2 килограмма, что превысило средний показатель по колхозу. В 1948 году удостоен звания Героя Социалистического труда «за получение высокой продуктивности животноводства в 1947 году при выполнении колхозом обязательных поставок сельскохозяйственных продуктов и плана развития животноводства».
Умер в 1968 году.
Награды
- Герой Социалистического Труда — указом Президиума Верховного Совета СССР 23 июля 1948 года
- Орден Ленина